# Dystrykt Sanayea
Dystrykt Sanayea (również Sanayeah) – dystrykt w hrabstwie Bong, w północnej części Liberii. 
Położony jest 120 km na północny-wschód od stolicy kraju – Monrovii. 
W 2020 łączna powierzchnia lasów w dystrykcie Sanayea wyniosła 94 100 ha, co stanowiło ponad 90% całkowitej powierzchni dystryktu. 

## Demografia
Według spisu ludności z 2008 roku jednostka liczyła sobie 30 932 mieszkańców. Natomiast według spisu ludności przeprowadzonego w 2022 roku, dystrykt ma populację liczącą 39 467 mieszkańców, co czyni go piątym co do wielkości zaludnienia dystryktem w hrabstwie.
Dane z 2008:
| Opis      | Ogółem | Ogółem | Mężczyźni | Mężczyźni | Kobiety | Kobiety |
| --------- | ------ | ------ | --------- | --------- | ------- | ------- |
| Jednostka | osób   | %      | osób      | %         | osób    | %       |
| Populacja | 30 932 | 100    | 15 228    | 49,2      | 15 704  | 50,8    |

Dane z 2022:
| Opis      | Ogółem | Ogółem | Mężczyźni | Mężczyźni | Kobiety | Kobiety |
| --------- | ------ | ------ | --------- | --------- | ------- | ------- |
| Jednostka | osób   | %      | osób      | %         | osób    | %       |
| Populacja | 39 467 | 100    | 20 273    | 51,4      | 19 194  | 48,6    |

## Sąsiednie dystrykty
Fuamah, Gounwolaila, Salala, Salayea,  Suakoko, Yeallequelleh, Zota